# Pádraig
Pádraig [ˈpɑːdrɪg], auch Pádhraig, Pádraic oder Pádhraic geschrieben, ist ein irischer (gälischer) männlicher Vorname. Im Englischen entspricht ihm der Vorname Patrick. 
Er leitet sich vom lateinischen Vornamen Patricius her und verdankt seine Popularität in Irland dem Heiligen Patricius („Patrick von Irland“, irisch Naomh Pádraig; † im 5. Jahrhundert), dem Schutz- und Nationalheiligen des Landes. Als Taufname ist Pádraig bzw. Patrick in Irland seit dem 13. Jahrhundert verbreitet.
Eine gängige Kurz- oder Koseform ist Páidín, ihr entspricht im Englischen wiederum die Form Paddy. 

## Namensträger
- Padraic Colum (1881–1972), irischer Schriftsteller
- Pádraic Delaney (* 1977), irischer Schauspieler
- Pádraig Duggan (1949–2016), irischer Musiker und Komponist
- Pádraig Faulkner (1918–2012), irischer Politiker (Fianna Fáil)
- Pádraig Flynn (* 1939), irischer Politiker
- Pádraig Harrington (* 1971), irischer Profigolfer
- Pádraig MacKernan (1940–2010), irischer Diplomat
- Pádraic McCormack (* 1942), irischer Politiker
- Pádraic Ó Coinín (* 1949), irischer Politiker
- Pádraic Ó Conaire (1882–1928), irischer Schriftsteller und Journalist
- Pádraig Ó Riain (* 1939), irischer Keltologe und Hagiologe
- Pádraig Ó Síothcháin (1852–1913), irischer Priester, Schriftsteller und Politiker
- Pádraig Pearse (1879–1916), irischer Lehrer und Schriftsteller